# موریندا
موریندا (به انگلیسی: Morinda) یک منطقهٔ مسکونی در هند است که در بخش روپنگر واقع شده‌است. موریندا ۹ کیلومتر مربع مساحت و ۲۱٬۷۸۸ نفر جمعیت دارد و ۲۶۷ متر بالاتر از سطح دریا واقع شده‌است.